# Wake Me Up (Avicii)
"Wake Me Up" is een single van de Zweedse dj-muziekproducent Avicii uit 2013. Het nummer werd samen met Incubus-gitarist Mike Einziger geschreven. De zang werd verzorgd door de Amerikaanse rapper-soulzanger Aloe Blacc.

## Geschiedenis
De single kwam op 17 juni 2013 uit als muziekdownload bij Universal Records. Het nummer werd Alarmschijf op Radio 538 en was de 2250ste Alarmschijf sinds 1 november 1969. Op basis van het aantal verzamelde punten in de Nederlandse Top 40 was deze hit ruim zes jaar lang ook de succesvolste Alarmschijf ooit. De single werd de eerste nummer 1-hit voor Avicii in de Nederlandse Single Top 100 en in de Nederlandse Top 40. In 2013 stond het nummer op de tweede plek in de Dance 15 van The X Vibe, een jaarlijkse hitlijst met de populairste dancenummers van het jaar.
Op 19 oktober 2013 verscheen de akoestische versie van Blacc. Aan het eind van 2013 bleek dat het dat jaar de bestverkochte single van Nederland was. In het voorjaar van 2018 kwam het nummer enkele weken terug in de lijsten, vanwege het overlijden van Avicii. Het nummer klinkt sinds 2013 ook in het AFAS Stadion in Alkmaar na elk doelpunt van voetbalclub AZ.

## Hitnoteringen

### Nederlandse Top 40
| Hitnotering (week 1 t/m 34): 29-06-2013 t/m 15-02-2014 Hitnotering (week 35 t/m 38): 28-04-2018 t/m 19-05-2018 | Hitnotering (week 1 t/m 34): 29-06-2013 t/m 15-02-2014 Hitnotering (week 35 t/m 38): 28-04-2018 t/m 19-05-2018 | Hitnotering (week 1 t/m 34): 29-06-2013 t/m 15-02-2014 Hitnotering (week 35 t/m 38): 28-04-2018 t/m 19-05-2018 | Hitnotering (week 1 t/m 34): 29-06-2013 t/m 15-02-2014 Hitnotering (week 35 t/m 38): 28-04-2018 t/m 19-05-2018 | Hitnotering (week 1 t/m 34): 29-06-2013 t/m 15-02-2014 Hitnotering (week 35 t/m 38): 28-04-2018 t/m 19-05-2018 | Hitnotering (week 1 t/m 34): 29-06-2013 t/m 15-02-2014 Hitnotering (week 35 t/m 38): 28-04-2018 t/m 19-05-2018 | Hitnotering (week 1 t/m 34): 29-06-2013 t/m 15-02-2014 Hitnotering (week 35 t/m 38): 28-04-2018 t/m 19-05-2018 | Hitnotering (week 1 t/m 34): 29-06-2013 t/m 15-02-2014 Hitnotering (week 35 t/m 38): 28-04-2018 t/m 19-05-2018 | Hitnotering (week 1 t/m 34): 29-06-2013 t/m 15-02-2014 Hitnotering (week 35 t/m 38): 28-04-2018 t/m 19-05-2018 | Hitnotering (week 1 t/m 34): 29-06-2013 t/m 15-02-2014 Hitnotering (week 35 t/m 38): 28-04-2018 t/m 19-05-2018 | Hitnotering (week 1 t/m 34): 29-06-2013 t/m 15-02-2014 Hitnotering (week 35 t/m 38): 28-04-2018 t/m 19-05-2018 | Hitnotering (week 1 t/m 34): 29-06-2013 t/m 15-02-2014 Hitnotering (week 35 t/m 38): 28-04-2018 t/m 19-05-2018 | Hitnotering (week 1 t/m 34): 29-06-2013 t/m 15-02-2014 Hitnotering (week 35 t/m 38): 28-04-2018 t/m 19-05-2018 | Hitnotering (week 1 t/m 34): 29-06-2013 t/m 15-02-2014 Hitnotering (week 35 t/m 38): 28-04-2018 t/m 19-05-2018 | Hitnotering (week 1 t/m 34): 29-06-2013 t/m 15-02-2014 Hitnotering (week 35 t/m 38): 28-04-2018 t/m 19-05-2018 | Hitnotering (week 1 t/m 34): 29-06-2013 t/m 15-02-2014 Hitnotering (week 35 t/m 38): 28-04-2018 t/m 19-05-2018 | Hitnotering (week 1 t/m 34): 29-06-2013 t/m 15-02-2014 Hitnotering (week 35 t/m 38): 28-04-2018 t/m 19-05-2018 | Hitnotering (week 1 t/m 34): 29-06-2013 t/m 15-02-2014 Hitnotering (week 35 t/m 38): 28-04-2018 t/m 19-05-2018 | Hitnotering (week 1 t/m 34): 29-06-2013 t/m 15-02-2014 Hitnotering (week 35 t/m 38): 28-04-2018 t/m 19-05-2018 | Hitnotering (week 1 t/m 34): 29-06-2013 t/m 15-02-2014 Hitnotering (week 35 t/m 38): 28-04-2018 t/m 19-05-2018 | Hitnotering (week 1 t/m 34): 29-06-2013 t/m 15-02-2014 Hitnotering (week 35 t/m 38): 28-04-2018 t/m 19-05-2018 |
| Week: | 1 | 2 | 3 | 4 | 5 | 6 | 7 | 8 | 9 | 10 | 11 | 12 | 13 | 14 | 15 | 16 | 17 | 18 | 19 | 20 |
| --- | --- | --- | --- | --- | --- | --- | --- | --- | --- | --- | --- | --- | --- | --- | --- | --- | --- | --- | --- | --- |
| Positie: | 8 | 1 | 1 | 1 | 1 | 1 | 1 | 1 | 1 | 1 | 1 | 1 | 3 | 2 | 2 | 4 | 5 | 6 | 8 | 9 |
| Week: | 21 | 22 | 23 | 24 | 25 | 26 | 27 | 28 | 29 | 30 | 31 | 32 | 33 | 34 | | 35 | 36 | 37 | 38 | |
| Positie: | 9 | 11 | 15 | 17 | 17 | 17 | 19 | 19 | 21 | 21 | 26 | 27 | 31 | 40 | uit | 22 | 18 | 30 | 40 | uit |

### NederlandseSingle Top 100
| Hitnotering (week 1 t/m 78): 22-06-2013 t/m 13-12-2014 Hitnotering (week 79 t/m 82): 03-01-2015 t/m 24-01-2015 Hitnotering (week 83 t/m 90): 28-04-2018 t/m 16-06-2018 | Hitnotering (week 1 t/m 78): 22-06-2013 t/m 13-12-2014 Hitnotering (week 79 t/m 82): 03-01-2015 t/m 24-01-2015 Hitnotering (week 83 t/m 90): 28-04-2018 t/m 16-06-2018 | Hitnotering (week 1 t/m 78): 22-06-2013 t/m 13-12-2014 Hitnotering (week 79 t/m 82): 03-01-2015 t/m 24-01-2015 Hitnotering (week 83 t/m 90): 28-04-2018 t/m 16-06-2018 | Hitnotering (week 1 t/m 78): 22-06-2013 t/m 13-12-2014 Hitnotering (week 79 t/m 82): 03-01-2015 t/m 24-01-2015 Hitnotering (week 83 t/m 90): 28-04-2018 t/m 16-06-2018 | Hitnotering (week 1 t/m 78): 22-06-2013 t/m 13-12-2014 Hitnotering (week 79 t/m 82): 03-01-2015 t/m 24-01-2015 Hitnotering (week 83 t/m 90): 28-04-2018 t/m 16-06-2018 | Hitnotering (week 1 t/m 78): 22-06-2013 t/m 13-12-2014 Hitnotering (week 79 t/m 82): 03-01-2015 t/m 24-01-2015 Hitnotering (week 83 t/m 90): 28-04-2018 t/m 16-06-2018 | Hitnotering (week 1 t/m 78): 22-06-2013 t/m 13-12-2014 Hitnotering (week 79 t/m 82): 03-01-2015 t/m 24-01-2015 Hitnotering (week 83 t/m 90): 28-04-2018 t/m 16-06-2018 | Hitnotering (week 1 t/m 78): 22-06-2013 t/m 13-12-2014 Hitnotering (week 79 t/m 82): 03-01-2015 t/m 24-01-2015 Hitnotering (week 83 t/m 90): 28-04-2018 t/m 16-06-2018 | Hitnotering (week 1 t/m 78): 22-06-2013 t/m 13-12-2014 Hitnotering (week 79 t/m 82): 03-01-2015 t/m 24-01-2015 Hitnotering (week 83 t/m 90): 28-04-2018 t/m 16-06-2018 | Hitnotering (week 1 t/m 78): 22-06-2013 t/m 13-12-2014 Hitnotering (week 79 t/m 82): 03-01-2015 t/m 24-01-2015 Hitnotering (week 83 t/m 90): 28-04-2018 t/m 16-06-2018 | Hitnotering (week 1 t/m 78): 22-06-2013 t/m 13-12-2014 Hitnotering (week 79 t/m 82): 03-01-2015 t/m 24-01-2015 Hitnotering (week 83 t/m 90): 28-04-2018 t/m 16-06-2018 | Hitnotering (week 1 t/m 78): 22-06-2013 t/m 13-12-2014 Hitnotering (week 79 t/m 82): 03-01-2015 t/m 24-01-2015 Hitnotering (week 83 t/m 90): 28-04-2018 t/m 16-06-2018 | Hitnotering (week 1 t/m 78): 22-06-2013 t/m 13-12-2014 Hitnotering (week 79 t/m 82): 03-01-2015 t/m 24-01-2015 Hitnotering (week 83 t/m 90): 28-04-2018 t/m 16-06-2018 | Hitnotering (week 1 t/m 78): 22-06-2013 t/m 13-12-2014 Hitnotering (week 79 t/m 82): 03-01-2015 t/m 24-01-2015 Hitnotering (week 83 t/m 90): 28-04-2018 t/m 16-06-2018 | Hitnotering (week 1 t/m 78): 22-06-2013 t/m 13-12-2014 Hitnotering (week 79 t/m 82): 03-01-2015 t/m 24-01-2015 Hitnotering (week 83 t/m 90): 28-04-2018 t/m 16-06-2018 | Hitnotering (week 1 t/m 78): 22-06-2013 t/m 13-12-2014 Hitnotering (week 79 t/m 82): 03-01-2015 t/m 24-01-2015 Hitnotering (week 83 t/m 90): 28-04-2018 t/m 16-06-2018 | Hitnotering (week 1 t/m 78): 22-06-2013 t/m 13-12-2014 Hitnotering (week 79 t/m 82): 03-01-2015 t/m 24-01-2015 Hitnotering (week 83 t/m 90): 28-04-2018 t/m 16-06-2018 | Hitnotering (week 1 t/m 78): 22-06-2013 t/m 13-12-2014 Hitnotering (week 79 t/m 82): 03-01-2015 t/m 24-01-2015 Hitnotering (week 83 t/m 90): 28-04-2018 t/m 16-06-2018 | Hitnotering (week 1 t/m 78): 22-06-2013 t/m 13-12-2014 Hitnotering (week 79 t/m 82): 03-01-2015 t/m 24-01-2015 Hitnotering (week 83 t/m 90): 28-04-2018 t/m 16-06-2018 | Hitnotering (week 1 t/m 78): 22-06-2013 t/m 13-12-2014 Hitnotering (week 79 t/m 82): 03-01-2015 t/m 24-01-2015 Hitnotering (week 83 t/m 90): 28-04-2018 t/m 16-06-2018 | Hitnotering (week 1 t/m 78): 22-06-2013 t/m 13-12-2014 Hitnotering (week 79 t/m 82): 03-01-2015 t/m 24-01-2015 Hitnotering (week 83 t/m 90): 28-04-2018 t/m 16-06-2018 |
| Week: | 1 | 2 | 3 | 4 | 5 | 6 | 7 | 8 | 9 | 10 | 11 | 12 | 13 | 14 | 15 | 16 | 17 | 18 | 19 | 20 |
| --- | --- | --- | --- | --- | --- | --- | --- | --- | --- | --- | --- | --- | --- | --- | --- | --- | --- | --- | --- | --- |
| Positie: | 8 | 1 | 1 | 1 | 1 | 1 | 1 | 1 | 1 | 2 | 1 | 1 | 2 | 1 | 4 | 4 | 7 | 7 | 4 | 7 |
| Week: | 21 | 22 | 23 | 24 | 25 | 26 | 27 | 28 | 29 | 30 | 31 | 32 | 33 | 34 | 35 | 36 | 37 | 38 | 39 | 40 |
| Positie: | 7 | 7 | 12 | 15 | 11 | 18 | 15 | 17 | 10 | 9 | 17 | 19 | 26 | 30 | 30 | 23 | 26 | 26 | 30 | 37 |
| Week: | 41 | 42 | 43 | 44 | 45 | 46 | 47 | 48 | 49 | 50 | 51 | 52 | 53 | 54 | 55 | 56 | 57 | 58 | 59 | 60 |
| Positie: | 29 | 27 | 34 | 35 | 41 | 43 | 47 | 65 | 54 | 50 | 59 | 58 | 69 | 62 | 53 | 56 | 54 | 56 | 57 | 59 |
| Week: | 61 | 62 | 63 | 64 | 65 | 66 | 67 | 68 | 69 | 70 | 71 | 72 | 73 | 74 | 75 | 76 | 77 | 78 | | 79 |
| Positie: | 66 | 69 | 66 | 66 | 69 | 73 | 75 | 79 | 78 | 77 | 76 | 78 | 74 | 80 | 84 | 86 | 89 | 100 | uit | 69 |
| Week: | 80 | 81 | 82 | | 83 | 84 | 85 | 86 | 87 | 88 | 89 | 90 | | | | | | | | |
| Positie: | 82 | 92 | 95 | uit | 11 | 20 | 24 | 54 | 68 | 92 | 95 | 98 | uit | | | | | | | |

### VlaamseUltratop 50
| Hitnotering: (Week 1 t/m 43) 29-06-2013 t/m 19-04-2014 Hitnotering: (Week 44) 03-05-2014 Hitnotering: (Week 45 t/m 46) 07-06-2014 t/m 14-06-2014 Hitnotering: (Week 47) 10-01-2015 | Hitnotering: (Week 1 t/m 43) 29-06-2013 t/m 19-04-2014 Hitnotering: (Week 44) 03-05-2014 Hitnotering: (Week 45 t/m 46) 07-06-2014 t/m 14-06-2014 Hitnotering: (Week 47) 10-01-2015 | Hitnotering: (Week 1 t/m 43) 29-06-2013 t/m 19-04-2014 Hitnotering: (Week 44) 03-05-2014 Hitnotering: (Week 45 t/m 46) 07-06-2014 t/m 14-06-2014 Hitnotering: (Week 47) 10-01-2015 | Hitnotering: (Week 1 t/m 43) 29-06-2013 t/m 19-04-2014 Hitnotering: (Week 44) 03-05-2014 Hitnotering: (Week 45 t/m 46) 07-06-2014 t/m 14-06-2014 Hitnotering: (Week 47) 10-01-2015 | Hitnotering: (Week 1 t/m 43) 29-06-2013 t/m 19-04-2014 Hitnotering: (Week 44) 03-05-2014 Hitnotering: (Week 45 t/m 46) 07-06-2014 t/m 14-06-2014 Hitnotering: (Week 47) 10-01-2015 | Hitnotering: (Week 1 t/m 43) 29-06-2013 t/m 19-04-2014 Hitnotering: (Week 44) 03-05-2014 Hitnotering: (Week 45 t/m 46) 07-06-2014 t/m 14-06-2014 Hitnotering: (Week 47) 10-01-2015 | Hitnotering: (Week 1 t/m 43) 29-06-2013 t/m 19-04-2014 Hitnotering: (Week 44) 03-05-2014 Hitnotering: (Week 45 t/m 46) 07-06-2014 t/m 14-06-2014 Hitnotering: (Week 47) 10-01-2015 | Hitnotering: (Week 1 t/m 43) 29-06-2013 t/m 19-04-2014 Hitnotering: (Week 44) 03-05-2014 Hitnotering: (Week 45 t/m 46) 07-06-2014 t/m 14-06-2014 Hitnotering: (Week 47) 10-01-2015 | Hitnotering: (Week 1 t/m 43) 29-06-2013 t/m 19-04-2014 Hitnotering: (Week 44) 03-05-2014 Hitnotering: (Week 45 t/m 46) 07-06-2014 t/m 14-06-2014 Hitnotering: (Week 47) 10-01-2015 | Hitnotering: (Week 1 t/m 43) 29-06-2013 t/m 19-04-2014 Hitnotering: (Week 44) 03-05-2014 Hitnotering: (Week 45 t/m 46) 07-06-2014 t/m 14-06-2014 Hitnotering: (Week 47) 10-01-2015 | Hitnotering: (Week 1 t/m 43) 29-06-2013 t/m 19-04-2014 Hitnotering: (Week 44) 03-05-2014 Hitnotering: (Week 45 t/m 46) 07-06-2014 t/m 14-06-2014 Hitnotering: (Week 47) 10-01-2015 | Hitnotering: (Week 1 t/m 43) 29-06-2013 t/m 19-04-2014 Hitnotering: (Week 44) 03-05-2014 Hitnotering: (Week 45 t/m 46) 07-06-2014 t/m 14-06-2014 Hitnotering: (Week 47) 10-01-2015 | Hitnotering: (Week 1 t/m 43) 29-06-2013 t/m 19-04-2014 Hitnotering: (Week 44) 03-05-2014 Hitnotering: (Week 45 t/m 46) 07-06-2014 t/m 14-06-2014 Hitnotering: (Week 47) 10-01-2015 | Hitnotering: (Week 1 t/m 43) 29-06-2013 t/m 19-04-2014 Hitnotering: (Week 44) 03-05-2014 Hitnotering: (Week 45 t/m 46) 07-06-2014 t/m 14-06-2014 Hitnotering: (Week 47) 10-01-2015 | Hitnotering: (Week 1 t/m 43) 29-06-2013 t/m 19-04-2014 Hitnotering: (Week 44) 03-05-2014 Hitnotering: (Week 45 t/m 46) 07-06-2014 t/m 14-06-2014 Hitnotering: (Week 47) 10-01-2015 | Hitnotering: (Week 1 t/m 43) 29-06-2013 t/m 19-04-2014 Hitnotering: (Week 44) 03-05-2014 Hitnotering: (Week 45 t/m 46) 07-06-2014 t/m 14-06-2014 Hitnotering: (Week 47) 10-01-2015 | Hitnotering: (Week 1 t/m 43) 29-06-2013 t/m 19-04-2014 Hitnotering: (Week 44) 03-05-2014 Hitnotering: (Week 45 t/m 46) 07-06-2014 t/m 14-06-2014 Hitnotering: (Week 47) 10-01-2015 | Hitnotering: (Week 1 t/m 43) 29-06-2013 t/m 19-04-2014 Hitnotering: (Week 44) 03-05-2014 Hitnotering: (Week 45 t/m 46) 07-06-2014 t/m 14-06-2014 Hitnotering: (Week 47) 10-01-2015 |
| Week: | 1 | 2 | 3 | 4 | 5 | 6 | 7 | 8 | 9 | 10 | 11 | 12 | 13 | 14 | 15 | 16 | 17 |
| --- | --- | --- | --- | --- | --- | --- | --- | --- | --- | --- | --- | --- | --- | --- | --- | --- | --- |
| Positie: | 22 | 3 | 1 | 1 | 1 | 1 | 1 | 2 | 2 | 2 | 2 | 2 | 2 | 3 | 5 | 6 | 6 |
| Week: | 18 | 19 | 20 | 21 | 22 | 23 | 24 | 25 | 26 | 27 | 28 | 29 | 30 | 31 | 32 | 33 | 34 |
| Positie: | 8 | 6 | 7 | 9 | 14 | 17 | 18 | 18 | 18 | 22 | 13 | 7 | 8 | 19 | 22 | 27 | 32 |
| Week: | 35 | 36 | 37 | 38 | 39 | 40 | 41 | 42 | 43 | | 44 | | 45 | 46 | | 47 | |
| Positie: | 27 | 33 | 35 | 38 | 34 | 35 | 29 | 33 | 38 | uit | 45 | uit | 49 | 49 | uit | 50 | uit |

### VlaamseRadio 2 Top 30
| Hitnotering: 10-08-2013 t/m 07-12-2013 | Hitnotering: 10-08-2013 t/m 07-12-2013 | Hitnotering: 10-08-2013 t/m 07-12-2013 | Hitnotering: 10-08-2013 t/m 07-12-2013 | Hitnotering: 10-08-2013 t/m 07-12-2013 | Hitnotering: 10-08-2013 t/m 07-12-2013 | Hitnotering: 10-08-2013 t/m 07-12-2013 | Hitnotering: 10-08-2013 t/m 07-12-2013 | Hitnotering: 10-08-2013 t/m 07-12-2013 | Hitnotering: 10-08-2013 t/m 07-12-2013 | Hitnotering: 10-08-2013 t/m 07-12-2013 | Hitnotering: 10-08-2013 t/m 07-12-2013 | Hitnotering: 10-08-2013 t/m 07-12-2013 | Hitnotering: 10-08-2013 t/m 07-12-2013 | Hitnotering: 10-08-2013 t/m 07-12-2013 | Hitnotering: 10-08-2013 t/m 07-12-2013 | Hitnotering: 10-08-2013 t/m 07-12-2013 | Hitnotering: 10-08-2013 t/m 07-12-2013 | Hitnotering: 10-08-2013 t/m 07-12-2013 | Hitnotering: 10-08-2013 t/m 07-12-2013 |
| Week:                                  | 1                                      | 2                                      | 3                                      | 4                                      | 5                                      | 6                                      | 7                                      | 8                                      | 9                                      | 10                                     | 11                                     | 12                                     | 13                                     | 14                                     | 15                                     | 16                                     | 17                                     | 18                                     |                                        |
| -------------------------------------- | -------------------------------------- | -------------------------------------- | -------------------------------------- | -------------------------------------- | -------------------------------------- | -------------------------------------- | -------------------------------------- | -------------------------------------- | -------------------------------------- | -------------------------------------- | -------------------------------------- | -------------------------------------- | -------------------------------------- | -------------------------------------- | -------------------------------------- | -------------------------------------- | -------------------------------------- | -------------------------------------- | -------------------------------------- |
| Positie:                               | 17                                     | 11                                     | 5                                      | 1                                      | 1                                      | 1                                      | 1                                      | 1                                      | 2                                      | 5                                      | 5                                      | 8                                      | 11                                     | 15                                     | 16                                     | 25                                     | 28                                     | 30                                     | uit                                    |

### NPO Radio 2 Top 2000
| Nummer met noteringen in de NPO Radio 2 Top 2000 | '13  | '14 | '15 | '16 | '17 | '18 | '19 | '20 | '21 | '22 | '23 | '24 |
| ------------------------------------------------ | ---- | --- | --- | --- | --- | --- | --- | --- | --- | --- | --- | --- |
| Wake Me Up                                       | 1103 | 236 | 276 | 494 | 633 | 100 | 161 | 223 | 256 | 339 | 346 | 293 |

1. ↑  Een vetgedrukt getal geeft de hoogste notering aan.
2. ↑  2013 was het eerste jaar met een notering voor dit nummer.

- MusicBrainz release group: 8243edf0-1c84-4c5e-b693-811b1a2ef070
- MusicBrainz work: 001df6a1-5ad2-4f0f-9d04-c6c7b4aaf82d